# Esafluoruro di cromo
L'esafluoruro di cromo o fluoruro di cromo(VI) è il nome del composto binario di formula CrF6 che sinora non è stato ottenuto con certezza. 

## Storia
La sintesi di CrF6 fu descritta per la prima volta nel 1963 da Oskar Glemser e collaboratori, che ottennero un materiale volatile giallo-limone facendo reagire cromo e fluoro ad elevata pressione e temperatura. Tuttavia lo spettro infrarosso risultò consistente con la presenza di una miscela di composti, tra i quali CrF5, CrOF4 e CrO2F2.
Una nuova sintesi fu annunciata nel 1985: a partire da fluoro e CrO3 fu ottenuto un materiale giallo volatile, caratterizzato in matrice solida da uno spettro infrarosso compatibile con una struttura ottaedrica CrF6. Studi spettroscopici successivi in fase gassosa conclusero tuttavia che anche questo solido giallo era in realtà CrF5.
Dal punto di vista teorico svariati studi hanno portato a prevedere che la struttura più stabile di CrF6 debba essere ottaedrica, con una barriera energetica relativamente bassa per la transizione a una struttura trigonale prismatica.